# Alton Waldon
Alton Ronald Waldon Jr. (ur. 21 grudnia 1936 w Lakeland, zm. 9 czerwca 2023) – amerykański polityk, członek Partii Demokratycznej.

## Działalność polityczna
Od 1983 do 1986 zasiadał w New York State Assembly. W okresie od 10 czerwca 1986 do 3 stycznia 1987 przez jedną kadencję był przedstawicielem 6. okręgu wyborczego w stanie Nowy Jork w Izbie Reprezentantów Stanów Zjednoczonych. Od 1990 do 2000 zasiadał w New York State Senate.